# Cal Ros de les Cabres
|  | No s'ha de confondre amb Vil·la romana de Cal Ros de les Cabres. |

Cal Ros de les Cabres és una masia del Masnou (Maresme).

## Descripció
Masia de planta rectangular que consta de planta baixa i pis amb la coberta de teules àrabs a dues aigües amb el carener paral·lel a la façana principal, orientada a migdia. La seva composició és simètrica a partir de dos eixos verticals, només trencada per una petita obertura lateral en la planta pis. A la planta baixa es disposen dues portes molt properes entre elles definides per arcs rebaixats. A la planta pis hi ha dues finestres rectangulars amb els ampits de pedra granítica treballada, situades molt a prop del volat de la coberta. Entre les dues finestres hi ha un rellotge de sol pintat.
En les altres façanes hi ha un predomini el ple sobre el buit, amb pautes més lliures en les que les obertures es disposen de forma més anàrquica i amb una morfologia més diversa.
Els paraments de les façanes és un arrebossat sense detalls ornamentals ni elements sobresortint. Els emmarcaments de les obertures es destaquen amb pintura.
Entre les dues portes de la planta baixa, hi ha una placa de marbre amb la següent inscripció en lletra capital: "Cal Ros de les Cabres / Masia edificada al segle XIX sobre les restes d'una vil·la romana anomenada villa Taliano en honor del patrici que la va construir. Rehabilitada per la Direcció General d'Arquitectura i Habitatge de la Generalitat de Catalunya i l'Ajuntament del Masnou l'any 1992".

## Història
A finals del segle XIX i principis del XX pertanyia a Thomas Morrison Smith, que fou el descobridor de les restes arqueològiques.
Fou restaurada l'any 1992 amb el finançament de la Direcció General d'Arquitectura i Habitatge de la Generalitat de Catalunya i l'Ajuntament del Masnou.